# Confederación Española de Derechas Autónomas

Symbool van CEDA

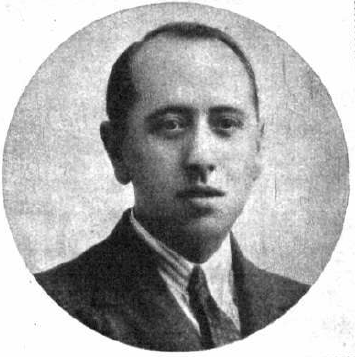
José María Gil-Robles y Quiñones de León

De Confederación Española de Derechas Autónomas (CEDA, Nederlands: Spaanse Confederatie van Autonome Rechtse Partijen) was een Spaanse politieke partij die ten tijde van de Tweede Spaanse Republiek actief was.
De CEDA werd op 28 februari 1933 opgericht door José María Gil-Robles y Quiñones de León - de leider van de Acción Popular - als samenwerkingsverband van centrumrechtse en rechtse partijen. De partijen die de CEDA vormden varieerden van christendemocratische partijen tot semi-fascistische partijen en waren over het algemeen katholiek en streefden naar een corporatistische ordening. Gil Robles, de voorzitter (soms aangeduid als jefe, leider) had het Oostenrijkse corporatistische model voor ogen (zie: Engelbert Dollfuss). De leus van de CEDA was "Religie, Familie, Vaderland, Recht, Arbeid en Bezit."
Ofschoon de meeste partijen die zich bij de CEDA hadden aangesloten monarchistisch waren, blijkt uit niets dat de CEDA de monarchie wilde herstellen. Men accepteerde de republiek als een gegeven en wilde binnen haar kader opereren. Binnen de CEDA waren de volgende richtingen te vinden:
- conservatieve monarchisten van de Acción Popular en conservatieve republikeinen onder leiding van José María Gil-Robles y Quiñones de León;
- fascisten van de jeugdbeweging Juventudes de Acción Popular onder leiding van Ramón Serrano Suñer (zwager van Franco);
- een linkervleugel onder leiding van Manuel Jiménez Fernández;
- een centrumvleugel onder leiding van de Valenciaanse autonomist Luis Lucía Lucía;
- katholieke-socialen onder leiding van de latere kardinaal Ángel Herrera Oria;
- conservatieve Catalaanse nationalisten van de Lliga Catalana onder leiding van Francisco Cambó.

De CEDA ging in 1933 een verkiezingsalliantie aan met verschillende rechtse partijen, zoals de alfonsistische Renovación Española. De CEDA won de verkiezingen van november 1933 en veroverde 110 zetels. Desondanks verzocht president Niceto Alcalá Zamora niet Gil Robles, maar Alejandro Lerroux van de centristische Partido Republicano Radical (Radicale Republikeinse Partij) om een regering te vormen. De regering van de PRR verkreeg gedoogsteun van de CEDA. In oktober 1934 trok de CEDA haar gedoogsteun in. Lerroux nam daarop 3 leden van de CEDA op in de regering. Links Spanje reageerde furieus en een algemene staking brak uit. Met behulp van het leger werd deze hardhandig onderdrukt. 
Bij de verkiezingen van februari 1936 won het linkse Volksfront en belandde de CEDA in de oppositiebanken. Omdat de CEDA slechts een losse federatie van partijen was viel zij spoedig uiteen. Toch bleef de CEDA in naam voortbestaan. Na de moord op Calvo Sotelo, de energieke monarchistische politicus, brak in juli 1936 een opstand van rechtse, nationalistische officieren uit. Deze opstand leidde tot de Spaanse Burgeroorlog. In de republikeinse zone werden de rechtse partijen min of meer verboden en kwamen vooraanstaande rechtse politici om het leven of kwamen in de gevangenis terecht. In de nationalistische zone werden linkse politici vermoord of gevangengezet. Veel CEDA-politici weken uit naar het buitenland (waaronder Gil Robles), anderen sloten zich aan bij de nationalisten (zoals Serrano Suñer). In 1937 werd de CEDA door generaal Franco verboden en was sedertdien alleen nog de Falange Española (FET y de las JONS) toegestaan.

## Ministers van CEDA
- José Oriol Anguera de Sojo
- Rafael Aizpún Santafé
- Manuel Jiménez Fernández
- Frederico Salmón Amrín
- Cándido Casanueva y Gorjón
- Luis Lucía Lucía
- José María Gil-Robles y Quiñones de León